# Cicurina kimyongkii
Cicurina kimyongkii är en spindelart som beskrevs av Paik 1970. Cicurina kimyongkii ingår i släktet Cicurina och familjen kardarspindlar. Inga underarter finns listade i Catalogue of Life.